# كويكب نوع-M
الكويكبات من النوع أم أو (M-type) هي كويكبات ذات تركيبة معلومة جزئياً , وهي ذات بياض متوسط يتراوح بين 0.1-0.2، بعضها يتكون أساساً من النيكل والحديد إما بشكل نقي أو مخلوطةً بكميات بسيطة من الصخور، يعتقد أنها قطع من النواة المعدنية للكويكبات المتحولة والتي تفتت بسبب الاصطدامات المتكررة، ويعتقد أنها مصدر النيازك الحديدية، هذا النوع هو ثالث أكثر نوع من الكويكبات توافراً.
توجد بعض الكويكبات من هذا النوع ذات تركيبة ليست قطعية بمعنى أن العلماء لا يستطيعون الجزم بشكل قطعي عن تركيبتها , على سبيل المثال الكويكب كاليوب 22 توجد معلومات دقيقة عن كثافته وهي أقل بكثير من أن يكون جسماً معدنياً ولا حتى أنقاض متراكمة من المعادن لأن هذه الأنقاض المعدنية المكونة من الحديد والنيكل تحتاج مسامية تبلغ 70% وهو ما يتعارض مع البيانات المتوافرة.
كاليوب 22 و لوتيتيا 21 لديها خواص في طيفها حيث يبدو أنها تحتوي على سيليكا و معادن إماهية.
لكن وبشكل مفاجئ عند رصد البياض في موجات مشعاعية (رادارية) منخفضة المعطيات تتعارض مع السطح المعدني, بالإضافة إلى تشابه الهيئة مع الكويكبات من النوع سي , بالإضافة لمجموعات أخرى من النوع أم لا تتناسق مع صورة الجسم المعدني.

## الهيئة

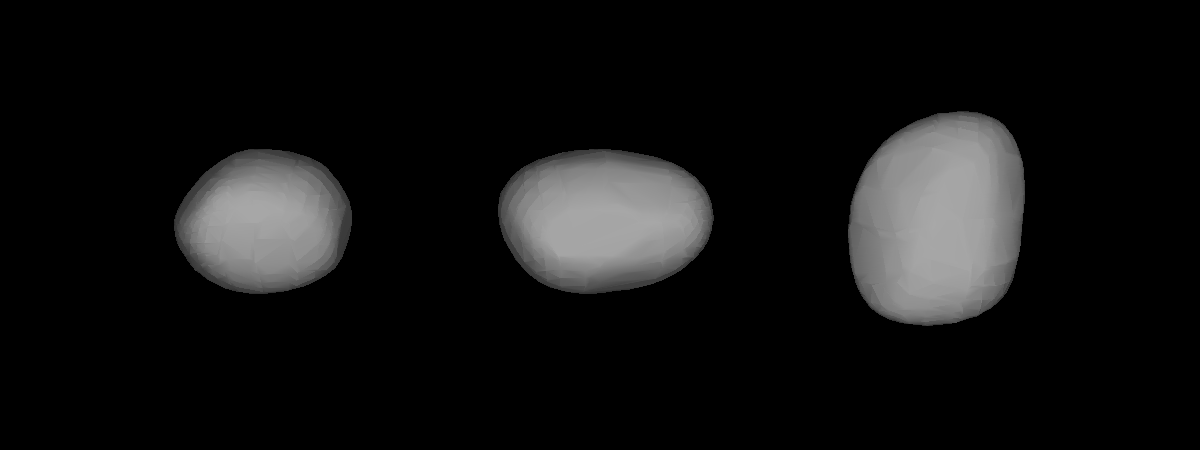
سايكي 16 أكبر الكويكبات من النوع أم, عبر صورة تبين أبعاده الثلاثة.

فاتح بشكل نسبي ويعتبر كويكب عاكس , مكون من المعادن بشكل أساسي (الحديد والنيكل غالباً) , عادة يتواجد في وسط حزام الكويكبات , هذا النوع يبدو محمراً بعض الشيء وذو انعكاس ساكن للطيف فوق المدى 0.3 حتى 1.1 مايكروميتر.
يمكن تميزها طيفياً عن الكويكبات من النوع إي والنوع باي عن طريق طيفها المتوسط بين 0.10 حتى 0.18.
أكبر الكويكبات المعروفة من النوع أم هو الكويكب سايكي 16 ذو الـ248 كيلومتراً.